# Quadrilàter cíclic

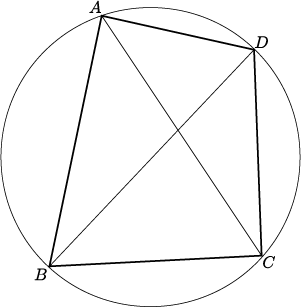
Quadrilàter cíclic o inscriptible

Un quadrilàter es diu cíclic o inscriptible si els seus quatre vèrtexs són en una mateixa circumferència.
Per a un quadrilàter convex, una condició necessària i suficient perquè sigui cíclic és que alguna de les dues parelles d'angles oposats sumin {\displaystyle \pi =180^{\circ }}. A la figura, el quadrilàter {\displaystyle ABCD} és cíclic i, {\displaystyle {\widehat {A}}+{\widehat {C}}={\widehat {B}}+{\widehat {D}}=\pi =180^{\circ }}.
Una altra condició necessària i suficient perquè un quadrilàter convex sigui cíclic és que els angles que fan un costat i una diagonal i el costat oposat amb l'altra diagonal siguin iguals. A la figura,
{\displaystyle {\widehat {BAC}}={\widehat {BDC}}}
{\displaystyle {\widehat {ADB}}={\widehat {ACB}}}
{\displaystyle {\widehat {DCA}}={\widehat {DBA}}}
{\displaystyle {\widehat {CBD}}={\widehat {CAD}}}.
Els quadrilàters cíclics compleixen el teorema de Ptolemeu.
Els quadrilàters cíclics als que, a més, se'ls hi pot inscriure una circumferència s'anomenen quadrilaters bicèntrics.